# Hans Hahne
Ne doit pas être confondu avec Hans Hahn.
Pour les articles homonymes, voir Hahne.
Hans Hahne (30 novembre 1894 à Berlin – disparu le 26 juin 1944 près de Vitebsk) est un Generalmajor allemand qui a servi dans la Heer au sein de la Wehrmacht pendant la Seconde Guerre mondiale.
Il a été récipiendaire de la Croix de chevalier de la Croix de fer. Cette décoration est attribuée pour récompenser un acte d'une extrême bravoure sur le champ de bataille ou un commandement militaire avec succès.

## Biographie
Après le début de la Première Guerre mondiale, Hahne s'engage comme volontaire dans le 2e régiment de grenadiers de la Garde.
Hans Hahne disparait le 26 juin 1944 près de Vitebsk au cours de l'offensive de Vitebsk-Orcha pendant l'opération Bagration. Il a été promu à titre posthume au rang de Generalmajor.

## Décorations
- Croix de fer (1914)
  - 2e Classe
  - 1re Classe
- Croix d'honneur
- Agrafe de la Croix de fer (1939)
  - 2e Classe
  - 1re Classe
- Médaille du Front de l'Est
- Croix allemande en Or (10 février 1944)
- Croix de chevalier de la Croix de fer
  - Croix de chevalier le 10 février 1942 en tant que Oberst et commandant du Infanterie-Regiment 507[1]